# アパオシャ
アパオシャ (Apaoša) とは、ゾロアスター教に伝わる旱魃の悪神。
体に毛のない、真っ黒な馬のような姿をしている。自在に天を駆け巡り、地上に旱魃をもたらす。
宿敵はティシュトリヤで、三日三晩戦った末、一度はティシュトリヤに勝利する。
しかし、アフラ・マズダーから力を得たティシュトリヤに再び戦いを挑まれ、敗北したとされる。